# Willem I van Beieren-Schagen

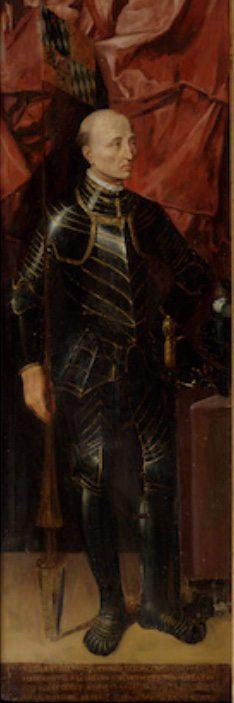

Willem I van Beieren-Schagen, Willem 'de Bastaard' van Holland (1387-1473), 1e heer van Schagen 1427-1465, admiraal van Holland, opperkamerling van Philips van Bourgondië, van 1426 tot 1438 kastelein van Medemblik en van 1438 tot 1440 baljuw van Den Haag.
Willem was een buitenechtelijke zoon van Albrecht van Beieren en Maria van Bronckhorst. Hij bewoonde het huis van Schagen.

## Levensloop

### Huwelijken en kinderen
Willem trouwde ca. 1429 met Johanna van Avennes tot Hodenpijl. Zij was de dochter van Jan van Hodenpijl (1385 - Brouwershaven 3 januari 1426) en Elisabeth van Haamstede (1391-1456). Jan van Hodenpijl was een zoon van Dirk van Hodenpijl.
Willem en Johanna hadden de volgende kinderen:
- Albrecht I van Beieren-Schagen (overleden kasteel Medemblik 24 augustus 1480), trouwde op 18 oktober 1466 met Adriana van Nijenrode (overleden kasteel Medemblik 31 Jul 1477) dochter van Gijsbrecht III van Nijenrode en zijn minnares Geertruyt Uytenham en had 1 dochter.
- Jan I van Beieren-Schagen, trouwde met Aven Jansdr van Berkenrode
- Antonis van Beijeren-Schagen, kanunnik van de proosdij van Sint-Pieter in Utrecht[1]
- Willem I van Beieren-Burghorn heer van Burghorn, trouwde met een vrouw van Alkemade. Willem was heer over een bemalen gebied, een (polder) dat van oorsprong een meer, een ander groot open water of drasland was.
- Barbara van Beieren-Schagen, trouwde met Hendrik van Zuylen
- Johanna (Janna) van Beieren-Schagen, trouwde met Filips Ruychrock

Na het overlijden van Johanna van Avennes tot Hodenpijl trouwde Willem met Maria van der Lecke, dochter van Jan van Polanen heer van de Lecke en Alijd van Egmond. Jan van Polanen van de Lecke was een buitenechtelijke zoon van Jan III van Polanen.
Naast de kinderen uit zijn huwelijk met Johanna van Avennes tot Hodenpijl had Willem nog een natuurlijke dochter.
- Belye van Schagen. Zij trouwde in 1459 met Aerst Creyts, de zoon van (Willems zwager) Gerrit Creyts[2].

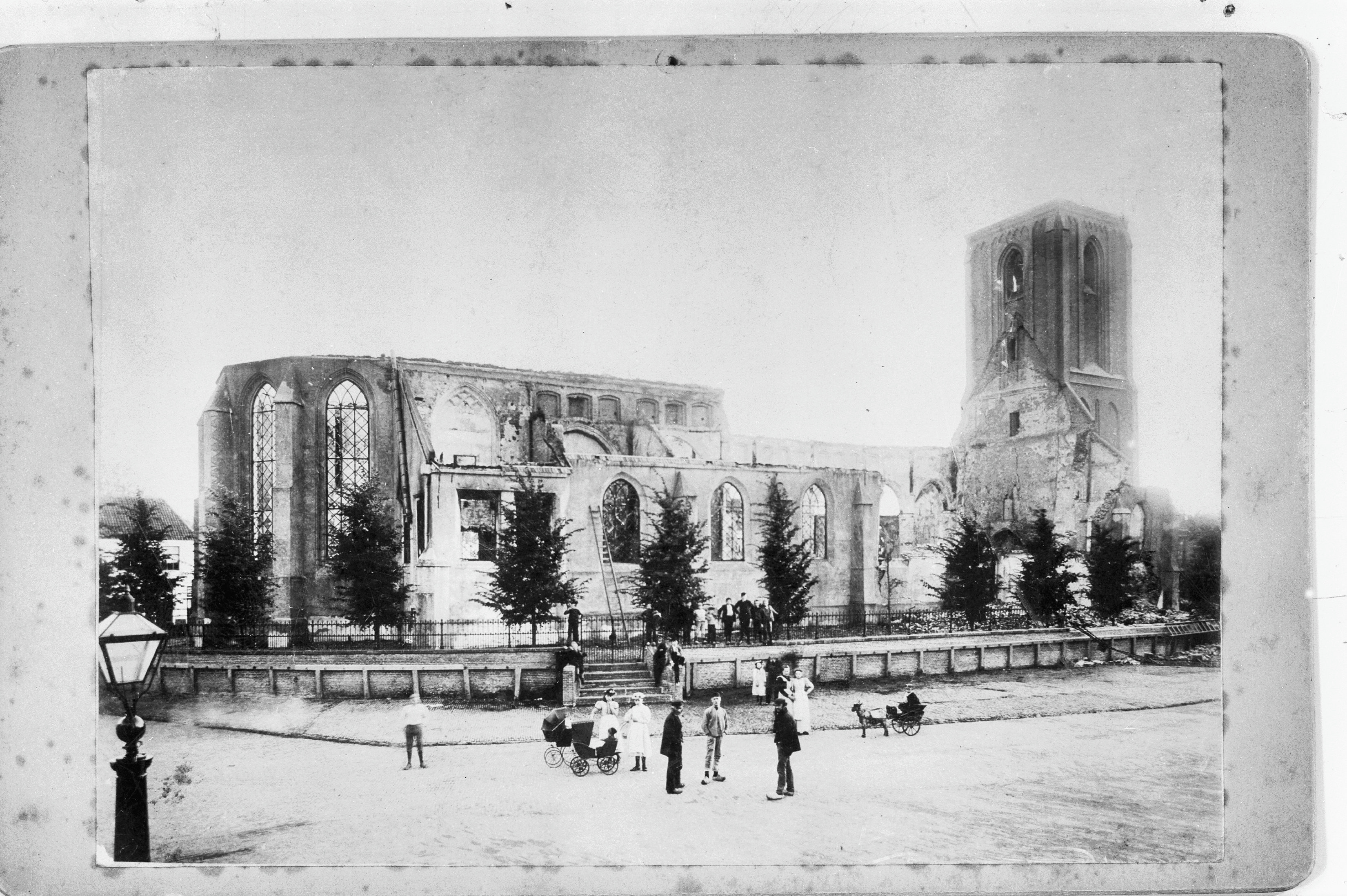
De uit 1460 daterende St. Christoforuskerk in Schagen, na de noodlottige brand in 1895

### Heerlijkheid Schagen
In 1415 verleende graaf Willem de Zesde stadsrecht aan Schagen. Filips de Goede schonk de heerlijkheid Schagen in 1427 aan Willem. Deze eerste heer van Schagen verbouwde het door zijn vader gebouwde 'huis Schagen' tot een slot. Hij vestigde zich daar in 1440. Van het slot resten nog 2 torens.
Onder zijn bewind werd in Schagen een grote kerk gebouwd. In 1460 was de aan St. Christoforus gewijde kerk klaar. Willem verleende in 1463 aan Schagen het recht tot het houden van twee jaarmarkten en een weekmarkt.

### Bastaardbroers en -zussen
Willem had nog een aantal bastaardbroers en -zusters:
1. Eduard van Beieren-Hoogwouderban-Aartswoud heer van Hoogwoud en Aertswoud[3].
2. Lodewijk van Beieren-van Vlissingen heer van Vlissingen[4]. Graaf Willem VI van Beieren bevestigt op 30 juni 1405 de handvesten, privilegiën, vrijheden, keuren en rechten van Vlissingen[5][6]
3. Johanna van Beieren trouwde met Guido bastaard van Boergondië (overleden in 1436). Guido sneuvelde tijdens het beleg van Calais om deze stad op de Engelsen te veroveren.
4. Margaretha van Beieren trouwde in 1405 met Dirk van Santhorst (overleden in 1429)
5. Nathalia van Beieren trouwde in 1400 met Berthold II van Assendelft (overleden in 1443)
6. Dirk van Beieren, decaan in Den Haag
7. Adriaan van Beieren, gesneuveld in 1418 tijdens het beleg van Dordrecht. Het beleg ontstond uit een onenigheid tussen Jacoba van Beieren en haar oom Jan VI van Beieren die om de verdeling van de erfrechten streden, ook de Hoekse en Kabeljauwse twisten speelden een belangrijke rol tijdens het beleg.

Wapen Heerlijkheid Schagen met Barsingerhorn (1415-1427)
Wapen Heerlijkheid Schagen met Barsingerhorn (1427-1618)
Wapen Heerlijkheid Schagen met Barsingerhorn (1811-1941)
Wapen van Beieren-Schagen
Wapen van Hodenpijl